# Oldenbourg en Holstein
Pour les articles homonymes, voir Oldenbourg (homonymie).
Oldenbourg en Holstein (Oldenburg in Holstein) est une ville située dans l'arrondissement du Holstein-de-l'Est (Kreis Ostholstein), en Schleswig-Holstein, Allemagne.

## Géographie
Oldenbourg en Holstein est située sur la presqu'île de Wagrie, entre la baie de Kiel et la baie de Lübeck.

## Personnalités
- Johann Liss (1595-1637), peintre né à Oldenbourg en Holstein.
- Gunther Seiffert (1937-), pilote automobile né à Oldenbourg en Holstein.
- Thies Kaspareit (1964-), cavalier, champion olympique de concours complet par équipe, né à Oldenbourg en Holstein

## Jumelages
- Bergen auf Rügen (Allemagne) depuis 1990